# تپه مامنان علیا
تپه مامنان علیا مربوط به دوره نوسنگی - دوره اشکانیان است و در شهرستان جوانرود، بخش روانسر، روستای مامنان علیا واقع شده و این اثر در تاریخ ۲۳ شهریور ۱۳۸۲ با شمارهٔ ثبت ۱۰۱۴۹ به‌عنوان یکی از آثار ملی ایران به ثبت رسیده است.